# 13733 Діланянґ
13733 Діланянґ (13733 Dylanyoung) — астероїд головного поясу, відкритий 14 вересня 1998 року.
Тіссеранів параметр щодо Юпітера — 3,576.